# Синанеддин Хызыр-бей
Синанеддин Хызыр-бей (тур. Sinâneddin Hızır Bey) — представитель анталийской линии династии Хамидогуллары, сын Юнус-бея. Хызыр правил в Анталии после того, как его брат Махмуд, предавший их дядю Дюндар-бея, бежал в Каир.

## Биография
Историки не достигли согласия по поводу того, сколько беев с именем Хызыр было в династии Хамидидов. Ранее считалось, что Синануддин Хызыр-бей был сыном Дюндар-бея, например, по словам историка Эрдема, Хызыр был племянником Юнус-бея. Однако согласно И. Узунчаршилы, собственные слова Хызыра во введении к написанному им тексту о сурах свидетельствуют, что он был сыном Юнуса.
Когда Дюндар-бей между 1316 и 1318 годами завоевал Анталию, он поставил управлять ею своего брата Юнуса. После смерти Юнуса править в Анталии стал сын Юнуса и старший брат Хызыра, Махмуд. Согласно Аль-Калкашанди, когда беями были отец и брат, Хызыр управлял Коркутели . В 1319 году Хызыр там построил «медресе Эмира Синанеддина», которое относится по типу к двухэтажным открытым медресе и представляет собой одно из самых красивых сооружений, продолжающих традиции Сельджукидов.
Примерно в 1324/1326 году Чобанид Тимурташ совершил рейд по Анатолии для усмирения беев, не желавших подчиняться ильхану. Когда он осадил столицу Хамидидов, Эгридир, Дюндар-бей понял, что ему не хватает сил для сопротивления, и сбежал в Анталию. Махмуд сначала укрыл дядю, но, когда Тимурташ подошёл в войском к Анталии, Махмуд испугался и выдал ему Дюндара. Тимурташ казнил Дюндара, но вскоре и сам восстал против ильхана. Затем Тимурташ укрылся в Каире, с ним вместе сбежал и Махмуд. Хызыр возродил анталийскую часть бейлика после бегства Тимурташа и Махмуда. Источники отмечали, что Хызыр-бей укрепил провинцию и увеличил свои силы. Аль-Умари передавал слова генуэзца Дориа, посетившего Анатолию в 1332 году, что тот был у Хызыр-бея сына Юнуса, во власти которого было 12 городов, 25 башен, а также 8 000 кавалеристов. Аль-Калкашанди подтверждал эту информацию и называл Хызыра «Синанеддин». Путешествовавший по Анатолии примерно в это же время Ибн Баттута писал: «Султан Анталии, Хызыр-бей, сын Юнус-бея, был болен во время нашего пребывания в городе, но мы навестили его. Он говорил с нами очень любезно, и когда мы простились с ним, прислали нам в дар деньги».
Источники сообщают противоречивую информацию о том, кто правил в Анталии после Хызыра Юнусоглу. Согласно Аль-Калкашанди, после Хызыр-бея новым эмиром южной части бейлика стал его сын Дади-бей, в то время как османский историк Али называл наследником Хызыра его брата Махмуда. Исмаил Узунчаршилы упоминал, что Махмуд был правителем, но не указывал, после или до Дади-бея, а сын Махмуда-бея, Мехмед, пришёл к власти в Анталии до 1373 года. Однако, согласно последним данным, Дади-бей правил после Хызыра, а Мехмед правил после Дади-бея.